# Condeixa-a-Nova
Condeixa-a-Nova – miejscowość w Portugalii, leżąca w dystrykcie Coimbra, w regionie Centrum w podregionie Baixo Mondego. Miejscowość jest siedzibą gminy o tej samej nazwie.

## Demografia
| Liczba ludności gminy Condeixa-a-Nova (1849–2011) | Liczba ludności gminy Condeixa-a-Nova (1849–2011) | Liczba ludności gminy Condeixa-a-Nova (1849–2011) | Liczba ludności gminy Condeixa-a-Nova (1849–2011) | Liczba ludności gminy Condeixa-a-Nova (1849–2011) | Liczba ludności gminy Condeixa-a-Nova (1849–2011) | Liczba ludności gminy Condeixa-a-Nova (1849–2011) | Liczba ludności gminy Condeixa-a-Nova (1849–2011) | Liczba ludności gminy Condeixa-a-Nova (1849–2011) | Liczba ludności gminy Condeixa-a-Nova (1849–2011) |
| ------------------------------------------------- | ------------------------------------------------- | ------------------------------------------------- | ------------------------------------------------- | ------------------------------------------------- | ------------------------------------------------- | ------------------------------------------------- | ------------------------------------------------- | ------------------------------------------------- | ------------------------------------------------- |
| 1849                                              | 1900                                              | 1930                                              | 1960                                              | 1981                                              | 1991                                              | 2001                                              | 2004                                              | 2011                                              |                                                   |
| 8 733                                             | 11 875                                            | 12 149                                            | 13 555                                            | 13 257                                            | 13 027                                            | 15 340                                            | 16 459                                            | 17 078                                            |                                                   |

## Sołectwa
Sołectwa gminy Condeixa-a-Nova (ludność wg stanu na 2011 r.):
- Anobra (1316 osób)
- Belide (245)
- Bem da Fé (112)
- Condeixa-a-Nova (5136)
- Condeixa-a-Velha (3472)
- Ega (2835)
- Furadouro (206)
- Sebal (2478)
- Vila Seca (876)
- Zambujal (402)